# مذكرات من نجا
مذكرات من نجا (بالإنجليزية: The memoirs of a survivor) هي رواية للمؤلفة الإنجليزية دوريس ليسينج المولودة في إيران والحاصلة على جائزة نوبل للآدب لعام 2007. صدرت في طبعتها الأولى سنة 1974عن دار أوكتكون بريس، لندن. ترجمها إلى العربية د. محمد درويش، عن الدار العربية للعلوم سنة 2008 بيروت. تدرج هذه الرواية ضمن "مشروع دوريس ليسينغ برؤية سوداوية للعالم، وفي أغلب رواياتها قامت برسم عالم على وشك التحلل، تواجه شخصياته مصيرا مجهولا، وحالة ضاغطة تسيطر عليها الفوضى. الأمر الذي يمكن من خلاله، العثور على ملامح لحياة الكاتبة نفسها، وكأن هذه الحياة هي مادة أعمالها، وهو ما كتبته وأعادت كتابته بغزارة، مع قدرة على خلق الشخصيات ورسم ملامحها الدقيقة".

## الرواية
تختزل هذه الرواية اهتمامات الكاتبة ليسينج منذ أن نشرت كتابها الأول بعنوان المفكرة الذهبية، وهذه الاهتمامات تتمثل في لا جدوى استثمار العلاقات الشخصية، والاهتمام المتزايد بالعوامل الداخلية، والطاقة البشرية في تعزيز النمو الروحي، وما ينجم عن ذلك من اغتراب عن العالم المادي.
كانت هذه الاهتمامات واضحة في مؤلفات ليسينج منذ كتاباتها الأولى. إذ بدأت تعالجها معالجة واضحة في المفكرة الذهبية وغيرها من الكتب اللاحقة، إلا أنها أصبحت في روايتها مذكرات من نجا الموضوع الأساس. غير أن ما يميز هذه الرواية عن بقية مؤلفاتها الكابوسية، والإذعان التام لما يجري من أحداث في كلا العالمين الداخلي والخارجي. لقد استخدمت الكاتبة الأسلوب الهادئ على لسان بطلتها الراوية فنراها تصف الأحداث والأزمات التي حلت بمدينة أخذت تتلاشى بمرور الزمن لتفقد هويتها وذلك على نحو يثير الرعب
بالإضافة إلى ذلك، تمزج المؤلفة في هذه الرواية ولأول مرة بين الواقعية والرمزية. ففي رواياتها الأولى كانت الأحلام والجنون وسائل لسبر غور حالات نفسية وذهنية. فعلى سبيل المثال، كانت الكاتبة تصف حنون مارتا وليندا وصفاً واقعياً تماماً. أما في مذكرات من نجا فتوضح ليسينجه القارئ إنما هو نص حرفي ورمزي من حيث إن الرواية تستطيع أولاً أن تنظر أمامها ومن ثم تخترق جدار شقتها لتنتقل إلى عالم آخر. كما أنها تنبذ الواقعية، ويصبح الجدار هو الحد الفاصل بين عقلي الرواية الواعي واللاواعي، وتصبح الحجرات والحدائق الكائنة وراءها مناطق اللاوعي الذي تعمل على سبر غوره. تنقل ليسينج هذا بيسر وسهولة، إذ يكون الانتقال من الواقعي إلى الرمزي دون وجود ما يشير إلى قلقها بشأن إقناع القارئ بما تفعله. وتبدو المسألة كلها وكأن المؤلفة أصبحت معتادة على الانتقال بين عالمي حياتها الخارجي والداخلي انتقالاً سهلاً تشي رواياتها بسهولته.
تصف ليسينج هذه الرواية بأنها محاولة في السيرة الذاتية. وفيها تعالج الكاتبة مظاهر من طفولتها التي حذفتها على نحو واضح من رواية مارتا كويست، إذ تبدأ الرواية والبطلة في سن المراهقة. وقد أشارت ليسينج في بعض المقابلات الصحفية إلى العلاقة الصعبة التي كانت تربطها بها. ويبدو أن ليسينج لم تسبر هذه العلاقة سبراً كاملاً في معظم رواياتها التي كتبتها قبل مذكرات من نجا. ويبدو أن تذكر الرواية لأشد الآلام التي عانت منها إنما يساعدها على ملاحظة أنها ورثت تركة ثقيلة من التربية السيئة والقاسية.
في شبابها، انخرطت دوريس ليسينغ في السياسة بعمق، وكانت عضوًا في الحزب الشيوعي، ومؤمنة بإمكانية تغيير العالم. لكن مع الزمن، ومع خيبات الأيديولوجيات، بدأت تنسحب من الانتماءات الصلبة. هذا المسار يوازي تمامًا مسار بطلتها في الرواية: الانفصال عن الأيديولوجيا، عن الأمل في التغيير الخارجي، والتوجه نحو الداخل كملاذ أخير

## الشخصيات

### 1. الراوية / البطلة (الشخصية الساردة)
شخصية محورية تروي الأحداث بضمير المتكلم. بدون اسم واضح، وامرأة في منتصف العمر، تعيش في عزلة داخل شقة بمدينة تنهار.تمثل شاهدًا داخليًا على تفكك العالم الخارجي. تتأمل وتراقب ما يجري من حولها من دمار وفوضى، بدون أن تشارك في الحلول. من خلال رؤاها التي تراها عبر الجدار المتصدع، فقد اختارت أن تغرق في التأمل الذاتي وتنمية الروح الواعية، معتبرة أن النجاة أو الخلاص من هذا العالم الفوضوي هو تالعزلة الروحية

## الناس في الشوارع/العصابات/السلطات الغائبة: يظهرون في خلفية الرواية كعناصر تمثل الفوضى والتهديد.
لقد اصبحت اساليب الاستنباط والترقيع هذه ملازمة لحياتنا اليومية الاعتيادية ولرفاهياتنا وفضلاتنا وتخمتنا متذ مرحلة بعيدة... لقد كنا جميعا خبراء في صنع اشياء كثيرة من اشياء قليلة حتى عندما كنا لا نزال نملك الكثير، وعندما كنا لا نزال خاضعين لسطوة الاعلانات الاستهلاكية التي تدعو الى الصرف والاستهلاك والرمي

## روابط خارجية
- مذكرات من نجا على موقع الموسوعة البريطانية (الإنجليزية)

لا توجد روابط لمواقع التواصل الاجتماعي.